# Siphimedia flavipes
Siphimedia flavipes là một loài tò vò trong họ Ichneumonidae.